# Serghei Mejeninov
Serghei Mejeninov (n. 19 ianuarie 1890, Kașira, Gubernia Tula⁠(d), Imperiul Rus – d. 28 septembrie 1937) a fost un militar rus și sovietic participant la primul război mondial, războiul civil din Rusia și războiul polono-bolșevic, victimă a epurărilor staliniste din Armata Roșie.

## Biografie
El a luptat pentru Armata Imperială Rusă în timpul primului război mondial, înainte de a trece de partea bolșevicilor în timpul războiului civil ulterior. În timpul acestui război, el a comandat Armata a 3-a, a 12-a și a 15-a a RSFSR. 
În timpul Marii Epurări, Mejeninov a fost arestat după o încercare de sinucidere pe 20 iunie 1937. El a fost acuzat de spionaj pentru Germania nazistă, condamnat și executat mai târziu.
În 1957, Mejeninov a fost reabilitat pentru că nu s-a găsit nicio dovadă a presupusei sale trădări.

## Premii
Imperiul Rus: 
- Ordinul Sfântului Vladimir, clasa a IV-a
- Ordinul „Sfânta Ana”, clasa a IV-a
- Ordinul „Sfânta Ana”, clasa a III-a

Uniunea Sovietica: 
- Ordinul Steagul Roșu (1922)
- Ordinul Steaua Roșie